# MS 61
Le MS 61 (initiales de Matériel Suburbain de 1961) constitue la première génération de matériel commandée par la Régie autonome des transports parisiens (RATP) pour circuler sur le Réseau express régional d'Île-de-France (RER).
Construites par différents constructeurs, notamment Brissonneau et Lotz, ANF et CIMT, les premières rames MS 61 ont été livrées à la RATP en février 1967 pour la ligne de Sceaux (depuis devenue la partie sud de la ligne B du RER) ; la première rame a assuré son premier trajet commercial le 29 juin 1967. Le 14 décembre 1969, à la suite de la mise en service de la gare de Nation, qui devient le nouveau terminus de l'ancienne ligne de Vincennes (depuis devenue la partie est du RER A), le MS 61 remplace le train de banlieue tracté par une locomotive à vapeur 141 TB.
Au total, cinq sous-séries sont livrées entre 1967 et 1980. À partir de 1983 et de la mise en service de l'interconnexion avec le réseau SNCF sur le RER B, les rames sont concentrées sur le RER A. Elles connaissent une rénovation dans les années 1990 et 2000.
À partir de septembre 2013 et avec l'arrivée massive des rames à deux niveaux MI 09, les rames MS 61 sont progressivement réformées. La dernière circulation sur le RER A a eu lieu le 16 avril 2016, marquant la fin de presque cinquante ans d'exploitation de ce matériel, contemporain de la création du RER.

## Histoire

### Genèse
En 1936, alors que la banlieue parisienne n'a jamais cessé de prendre de l'ampleur, la Compagnie du chemin de fer métropolitain de Paris (CMP) conçoit le premier projet de transport régional ferroviaire en proposant un projet de métropolitain express : le plan Ruhlmann-Langevin,. Ce plan prévoit notamment la réalisation d'une ligne est-ouest reliant les lignes de la gare Saint-Lazare à la ligne de Vincennes ou celles de la gare de Lyon. La Seconde Guerre mondiale laisse en suspens ce projet, repris par le successeur de la CMP en 1956, la Régie autonome des transports parisiens (RATP), qui envisage une liaison entre Saint-Germain-en-Laye, Maisons-Laffitte et la ligne de Vincennes. Le principe de réseau -express régional est défini par le plan d'aménagement et d'organisation générale de la région parisienne (PADOG) le 6 août 1960. En 1962, le programme d'investissement est fixé : le matériel roulant aura les caractéristiques du métro (forte accélération et freinage) avec le gabarit du chemin de fer national. Le concept du MS 61 est né.

### Commandes et affectations
La première commande de ce matériel est passée par la RATP en 1963 et porte sur 184 caisses. Les premières rames sont livrées en 1967 alors que la liaison est-ouest n'est pas encore ouverte. Une partie des engins est affectée à la ligne de Sceaux (ancêtre du RER B, partie sud) à partir du 29 juin 1967 en renfort du parc de Z 23000 devenu insuffisant. Les autres sont stockés en divers lieux, en particulier dans le tunnel de Boulainvilliers sur le raccordement du même nom. Le 14 décembre 1969, la nouvelle gare de Nation est mise en service et desservie depuis la gare de Boissy-Saint-Léger par les MS 61 sortant d'usine, contrastant avec la desserte par trains à vapeur au départ de la gare de Bastille, supprimée le même jour. Ces premiers MS 61 sont de type A/B, commandés pour la première section du Métro régional Nation – Boissy-Saint-Léger.

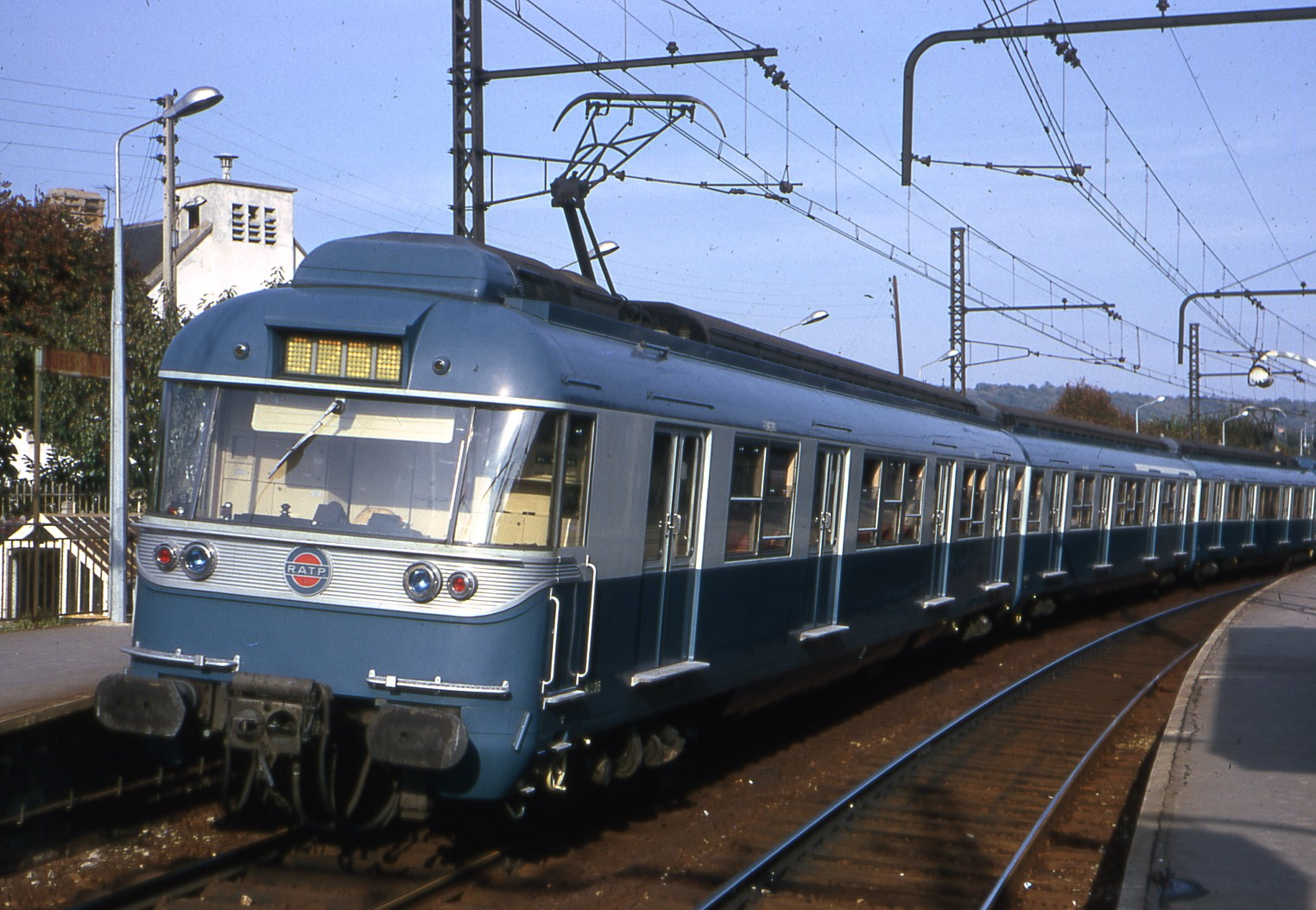
Rame MS 61 strictement en état d'origine, la remorque ayant son capot factice et un compartiment de 1re classe, à la gare de Bures-sur-Yvette (RER B) en 1968.

De l'autre côté de Paris, le tronçon entre La Défense et Étoile est ouvert le 21 février 1970, le 23 novembre 1971, c'est Étoile – Auber qui est mis en service. Puis vient le tour de la ligne de Saint-Germain-en-Laye raccordée à La Défense le 1er octobre 1972. Ce sont les MS 61 qui inaugurent les nouveaux tronçons, mais avec une deuxième tranche, cette fois-ci de type C/D, laquelle se distingue par sa carrosserie différente à l'avant avec un pare-brise d'un seul tenant.
Enfin, le 8 décembre 1977, le tronçon manquant, entre Nation et Auber, est inauguré par le président de la République française de l'époque, Valéry Giscard d'Estaing conduisant un MS 61 : le RER A est né et les MS 61 peuvent enfin être utilisés sur ce pourquoi ils ont été conçus. Ils accaparent toutes les liaisons de ce nouveau réseau de Saint-Germain-en-Laye à Boissy-Saint-Léger, mais également jusqu'à Noisy-le-Grand-Mont d'Est, à Marne-la-Vallée, ouvert en même temps. À partir de la création du RER A, les MS 61 (A/B comme C/D) circulent désormais sur l'intégralité de la ligne. Une troisième tranche de MS 61, de type E est mise en service à cette occasion ; elle est physiquement similaire à la tranche précédente de type C/D.
Les MS 61 circulent alors sur le RER A et le RER B, créé le jour même, en prolongement de la ligne de Sceaux jusqu'à la gare de Châtelet - Les Halles et, plus tard, de Châtelet - Les Halles à la gare de Paris-Nord qu'ils fréquentent assidûment jusqu'à la mise en place de l'interconnexion « de bout en bout » vers Roissy-Charles-de-Gaulle et Mitry - Claye. Au moment le plus fort de leur utilisation, le parc du RER B comporte 24 éléments circulant en solo ou par deux, maximum permis par la longueur des quais. Les MS 61 quittent définitivement cette ligne le 28 février 1983 au profit des rames MI 79 nouvellement livrées car ils ne sont pas aptes au courant 25 kV 50 Hz en vigueur sur le réseau de Paris-Nord.
Depuis cette date, ils ne circulent que sur le RER A. Ils auront eu l'exclusivité de la ligne jusqu'au 5 mars 1984 où sera mis en service le premier MI 84. Entre-temps, le RER A est prolongé de Noisy à Torcy le 19 décembre 1980> et, devant son succès et le manque de MS 61 qui n'ont pas été libérés par l'arrivée retardée des MI 79 sur le RER B, en heure de pointe, ce nouveau tronçon est exploité en navettes constituées d'un seul élément MS 61 (contre trois, pour tous les autres trains du RER A).
À partir du 29 mai 1988, date de l'ouverture de l'interconnexion ouest du RER A (c'est-à-dire avec la mise en service de la branche de Cergy, puis un an plus tard de celle de Poissy), les MS 61 fréquentent plus rarement la branche de Marne-la-Vallée et sont affectés à des missions reliant les branches de Saint-Germain-en-Laye et de Boissy-Saint-Léger, jusqu'à la fin de leur carrière. En outre, ils ne sont jamais engagés sur les branches exploitées par la SNCF (de Poissy et de Cergy, au départ de Nanterre-Préfecture) du fait de leur électrification en courant alternatif 25 000 volts.

### Première modernisation
Entre 1985 et 1992, les MS 61 sont modernisés une première fois. Extérieurement, ils passent du bleu au bleu blanc rouge. Il s'agit d'une rénovation lourde à la suite d'importants dysfonctionnements dus à leur utilisation trop intensive. Intérieurement, les banquettes en moleskine ont été remplacées par des sièges individuels anti-vandalisme violets (de type MI 84). Pour pallier les défaillances de plus en plus nombreuses, la RATP préleva dix éléments MI 79 de la ligne B. Mais les défaillances toujours nombreuses amèneront la RATP à faire circuler vingt-quatre MI 79 au total sur la ligne A[réf. nécessaire]. L'arrivée des MI 84 a permis à la RATP d'engager entre 1985 et 1992 la première rénovation des MS 61.

### Deuxième modernisation

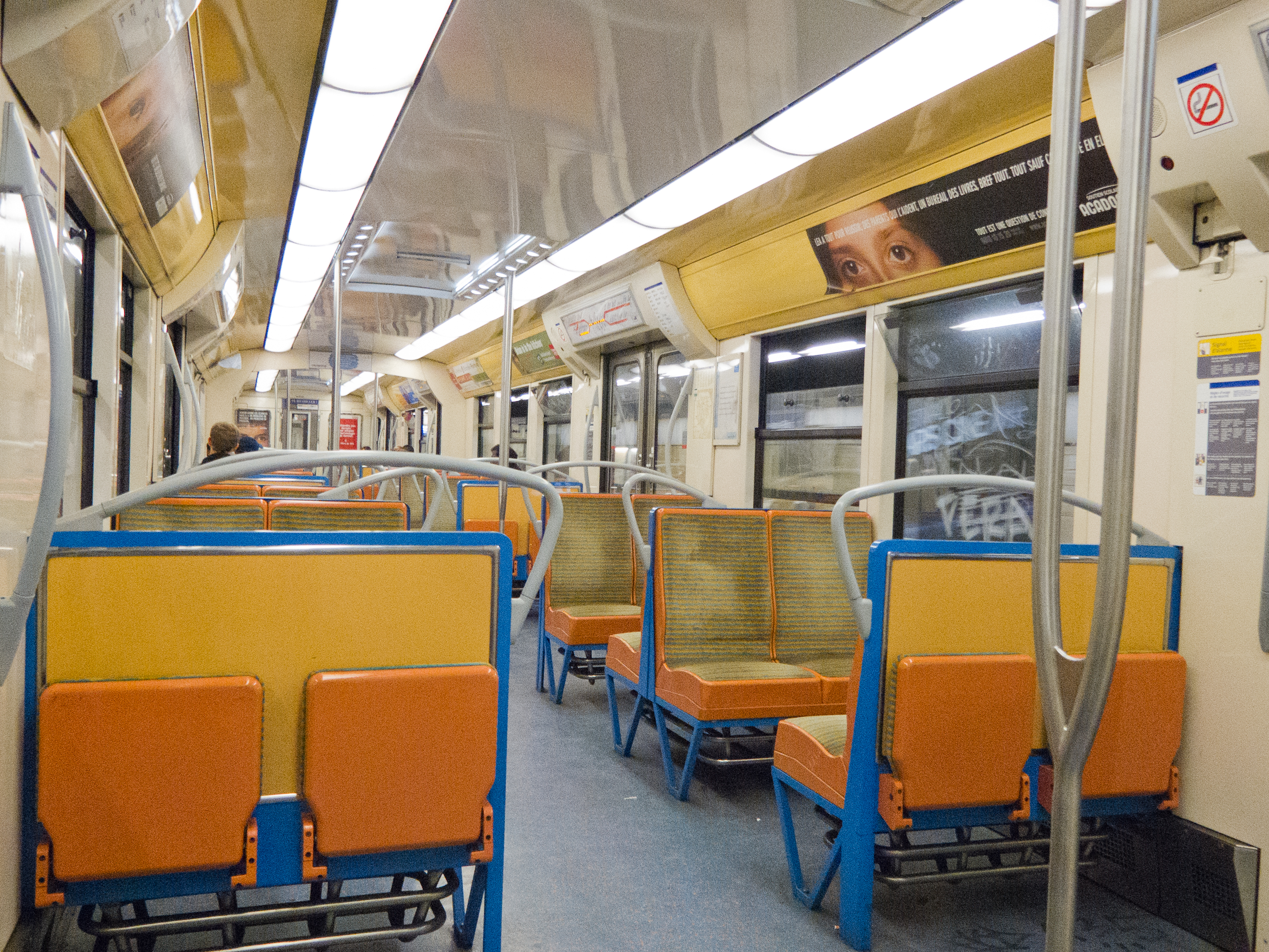
Intérieur d'une rame MS 61 ayant subi la 2e rénovation.

Une deuxième modernisation est réalisée à partir de 2006, mais ne concerne pas tous les éléments (91 sur 125, les autres devant être réformés). La face avant est changée et uniformisée pour tous les éléments. À l'origine, ces 91 trains, devait faire l'objet d'une seconde rénovation pour 72 millions d'euros (somme qui n'aurait permis d'acheter que sept MI 2N neufs). Cette nouvelle rénovation, effectuée en collaboration avec l'entreprise des Ateliers de Construction du Centre Ingénierie et Maintenance à Clermont-Ferrand, s'est achevée en 2009. Elle comprend l'installation du SISVE (plan lumineux indicateur de desserte, et annonces sonores), le changement des sièges coques, les câblages/haut-parleurs (la sonorisation d'origine étant en piteux état), le sol, les barres de maintien, la cabine de conduite, l'installation de nouvelles girouettes indiquant alternativement le code mission et la destination, les lumières, rendant l'espace intérieur encore plus lumineux, et le changement des vitres et fenêtres. La climatisation n'a pas été installée car trop coûteuse, surtout pour un matériel qui ne durera encore qu'une dizaine d'années.
Les fenêtres, qui ne s'ouvraient en grand que d'un côté (pour éviter les courants d'air), sont remplacées par des baies basculantes de chaque côté. Mais la circulation de l'air étant devenue inexistante, et constituant un risque de multiplication des malaises (et donc des retards, sur une ligne sur laquelle le moindre retard prend rapidement des proportions importantes), les rames en cours de rénovation sont équipées d'une paire de fenêtres coulissantes, situées à chaque extrémité de la voiture, du même côté. Mais la circulation de l'air étant toujours difficile, les rames en cours de rénovation sont alors équipées, de chaque côté de la voiture, d'une fenêtre coulissante en alternance avec une vitre basculante.
Les premières rames rénovées circulent sur le réseau dès le 26 avril 2006.
Cependant, dans le cadre du programme RER B Nord+, le STIF a décidé en juillet 2007 le transfert de six MI 84 du RER A vers le RER B. Pour compenser, il a été décidé de rénover dix MS 61 supplémentaires pour 12,25 M€ portant donc le nombre de rames rénovées à 101.

### Retrait du service

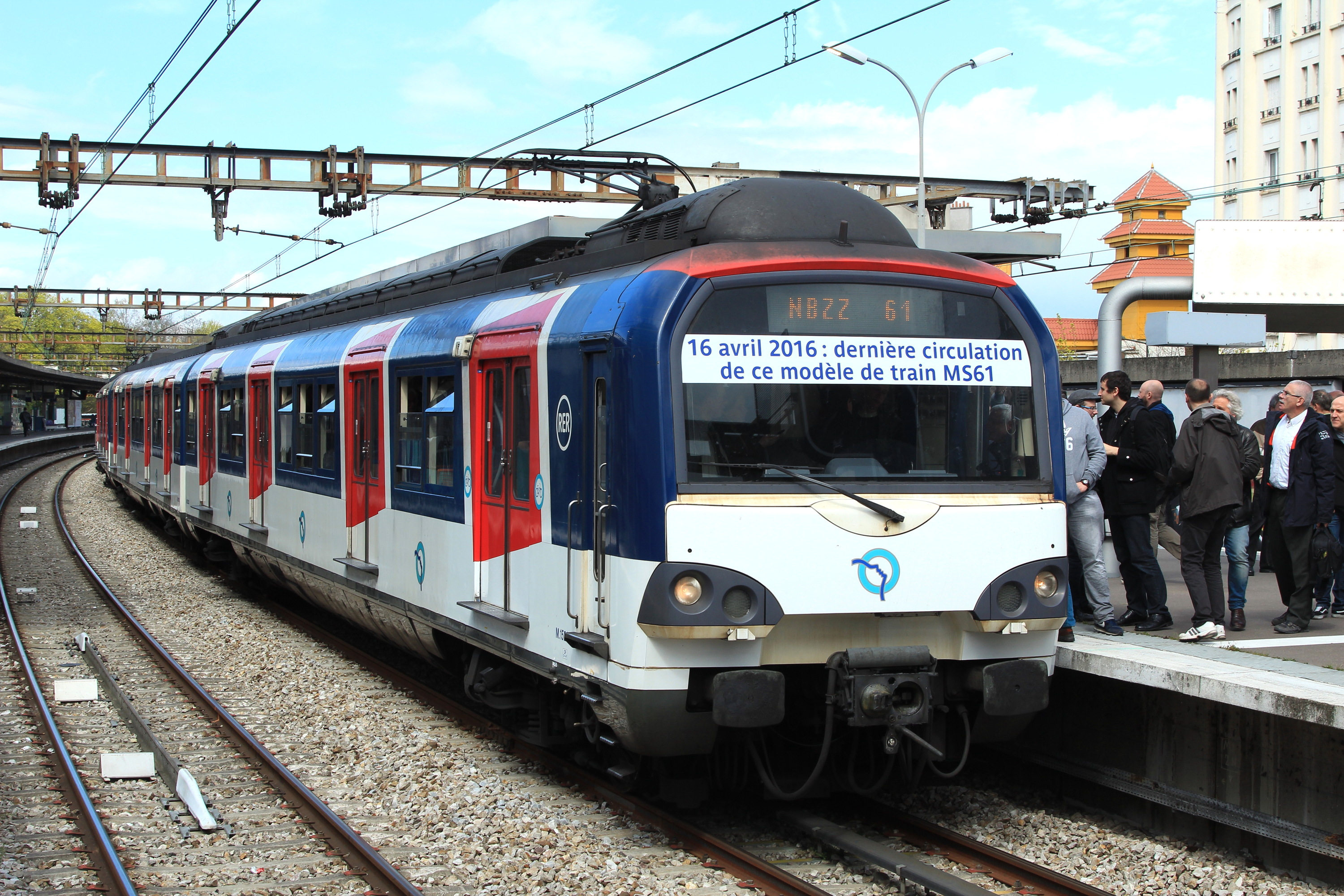
L'une des dernières marches des MS 61 marquant un arrêt prolongé en gare de Joinville, en 2016.

Avec la commande des premiers éléments MI 09 le 8 avril 2009, l'avenir des MS 61 s'assombrit. Mis en service à partir de décembre 2011,,, les MI 09 commencent à pousser hors du RER A les MI 84 et MS 61.
Les rames MS 61 sont définitivement retirées du service en avril 2016, alors qu'elles n'effectuent plus que très occasionnellement des missions entre Boissy-Saint-Léger et Saint-Germain-en-Laye. Une cérémonie d'adieu est organisée le 16 avril 2016 par la RATP à l'occasion de la dernière mission commerciale.

### Dans la culture
Dans le film Peur sur la ville, sorti en 1975, on peut voir Jean-Paul Belmondo (le commissaire Letellier) sur le quai de la gare d'Auber, avec une rame à quai, lors de sa poursuite du truand Marcucci.
Une rame apparait dans Calmos, film de Bertrand Blier, sorti en 1976, à partir de la 46e minute, où le personnage de Jean Rochefort monte à la gare de la Défense dans une voiture exclusivement féminine.
Une rame apparait également dans le film Intouchables, sorti en 2011, lorsque Driss attend sa mère de retour du travail.
Une rame apparaît à la gare de Châtelet - Les Halles dans le film Subway.
Dans la série d'animation Foot 2 rue extrême, on peut apercevoir des rames de monorail ressemblante aux rames MS 61 de la sous-série E/ex.
Deux rames apparaissent dans l'épisode On a volé mes enfants ! de l'émission Le Jour où tout a basculé.
Dans le film d'anticipation Le Prix du danger, réalisé par Yves Boisset et sorti en 1983, où la station de métro Place Conrad est la gare de la Défense, on voit des rames MS 61 dans un tunnel lors d'une course-poursuite.

## Description

### Technique
Le MS 61 est un matériel mono-courant 1 500 volts continu destiné à la desserte du RER (A et B).
Un élément MS 61 est composé de trois voitures, deux motrices encadrant une remorque. Les motrices, qui possèdent une cabine de conduite et portent chacune un pantographe, sont numérotées M.15000, la remorque AB.18000. Un élément a ainsi une composition en « M.15xxx - AB.18yyy - M.15zzz » (zzz étant à l'origine inférieur ou supérieur d'une unité par rapport à xxx). Les nécessités de l'entretien ont rendu cette règle obsolète, la priorité étant donnée à la remise en service du matériel sans attendre la remise en état de la caisse traitée. L'élément  mesure 73,22 mètres de long. Les MS 61 peuvent circuler accouplés jusqu'à trois éléments  soit neuf voitures. C'est la composition la plus courante sur le RER A pour ces engins. Le couplage se fait grâce à un attelage de type Scharfenberg.
La transmission de puissance est assurée par un équipement de démarrage JH (Jeumont-Heidmann) constitué d'un arbre à cames lui permettant de développer 1 600 kW. La masse à vide, en ordre de marche est de 148 tonnes. Les boggies, moteurs ou porteurs, sont de type Minden.
Chaque face latérale a quatre portes doubles pour faciliter les échanges de voyageurs.
Le MS 61, tout comme les MI 84 et les MI 2N, a une accélération de 1 m/s2 de 0 à 40 km/h (avec quatre voyageurs par mètre carré, et roues à mi-usure). Le freinage maximum normal en charge, en régime établi, est de 1,1 m/s2. Il est de type pneumatique à sabots complété par un freinage rhéostatique. Sa vitesse maximale est de 100 km/h.

### Sous-séries
Le MS 61 a été livré en plusieurs sous-séries : A, B, C, D, E et Ex. Les sous-séries montrent quelques différences :
- A :  Variante affectée au RER-B.pare-brise en trois parties avec vitre avant plate, girouette au-dessus du pare-brise, essuie-glace attaché en haut, enjoliveur strié. Pantographes avec archet de 1,60 m. Répétition des signaux par inducteurs. Après l'alignement de la signalisation de la ligne de Sceaux sur le type SNCF en 1979, les éléments de ce type ont cessé d'y être spécialisés.

Les autres variantes sont affectées au RER-A. Caractéristiques communes :  pantographes avec archet aux normes SNCF de 1,96 m. Répétition des signaux par balises. 
- B : pare-brise en trois parties avec vitre avant plate, girouette au-dessus du pare-brise, essuie-glace attaché en haut, enjoliveur strié.
- C/D : pare-brise en une partie avec vitre arrondie, girouette en haut derrière le pare-brise, essuie-glace attaché en bas, logo RATP de 1960 (rond) ;
- E/Ex : même disposition que la sous-série C/D mais avec logo RATP de 1976 (allongé).

Les rames sont numérotées comme suit :
- A : jusqu'à 48 M comprises dans la tranche 15001 à 15124 et  24 AB de la tranche 18001 à 18060[27]
- B : les autres matériels de la tranche M.15001 à M.15124  et  AB.18001 à 18060
- C : M.15125 à M.15148 + AB.18061 à 18074
- D : M.15149 à M.15216 + AB.18075 à 18106
- E : M.15217 à M.15236 + AB.18107 à 18119
- Ex : M.15237 à M.15254 + AB.18119 à 18128

Les M 15125 et AB 18037 ont été amorties après incendie. La tranche E de 10 éléments comporte aussi 3 AB pour  permettre aux quatre M 15121 à 124 considérées comme réserve de circuler normalement et pour remplacer la 18037.
Quelle que soit leur type d'origine, les rames rénovées (2° rénovation) ont une face complètement différente : pare-brise quasi-plat en une seule partie avec des bords anguleux, girouette en haut derrière le pare-brise, essuie-glace attaché en bas, logo RATP actuel et feux arrière rouges à LED.

Matériels de différents types
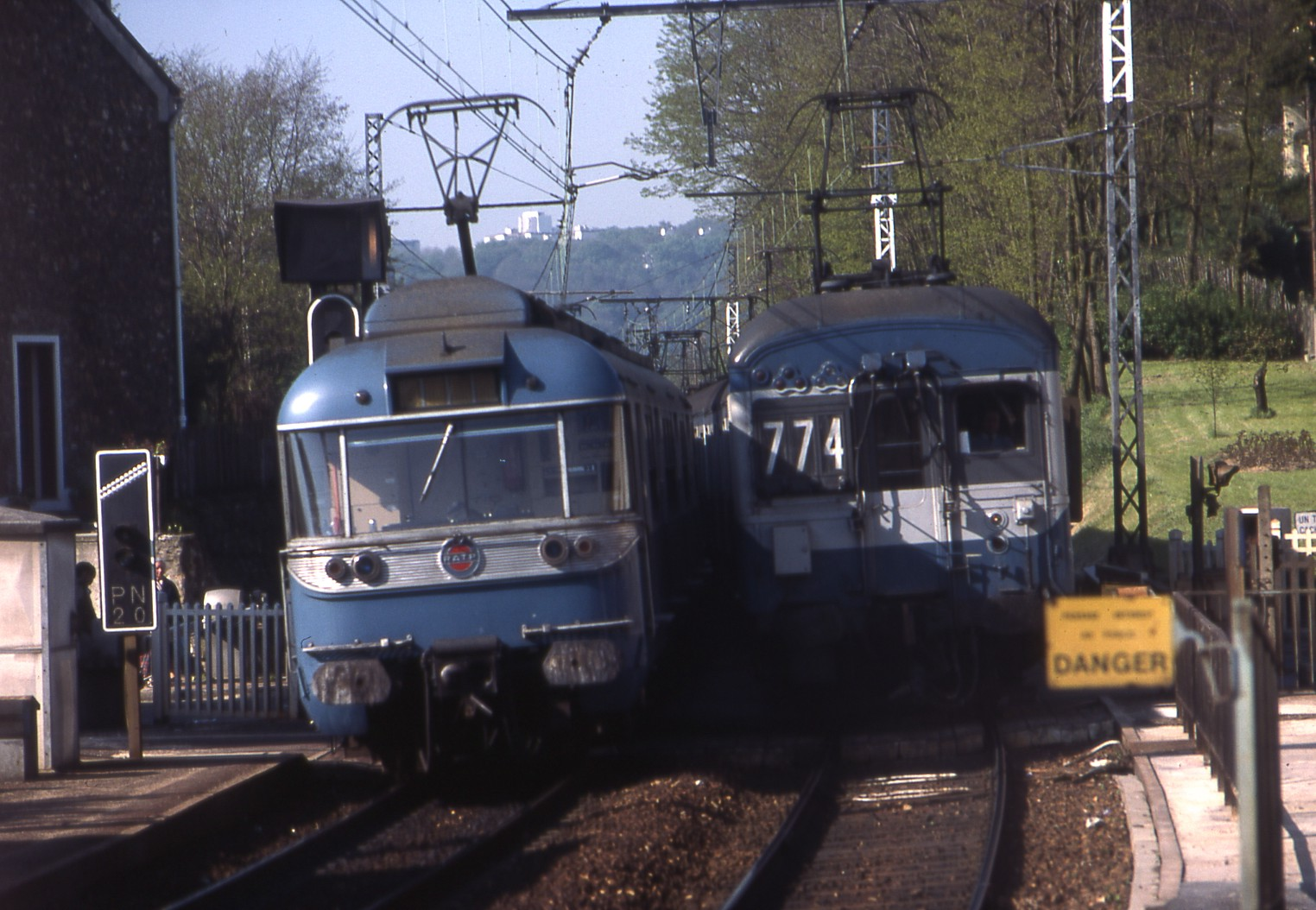
MS 61 et Z 23000 en livrée bleue au passage à niveau n° 20 de la gare du Guichet.
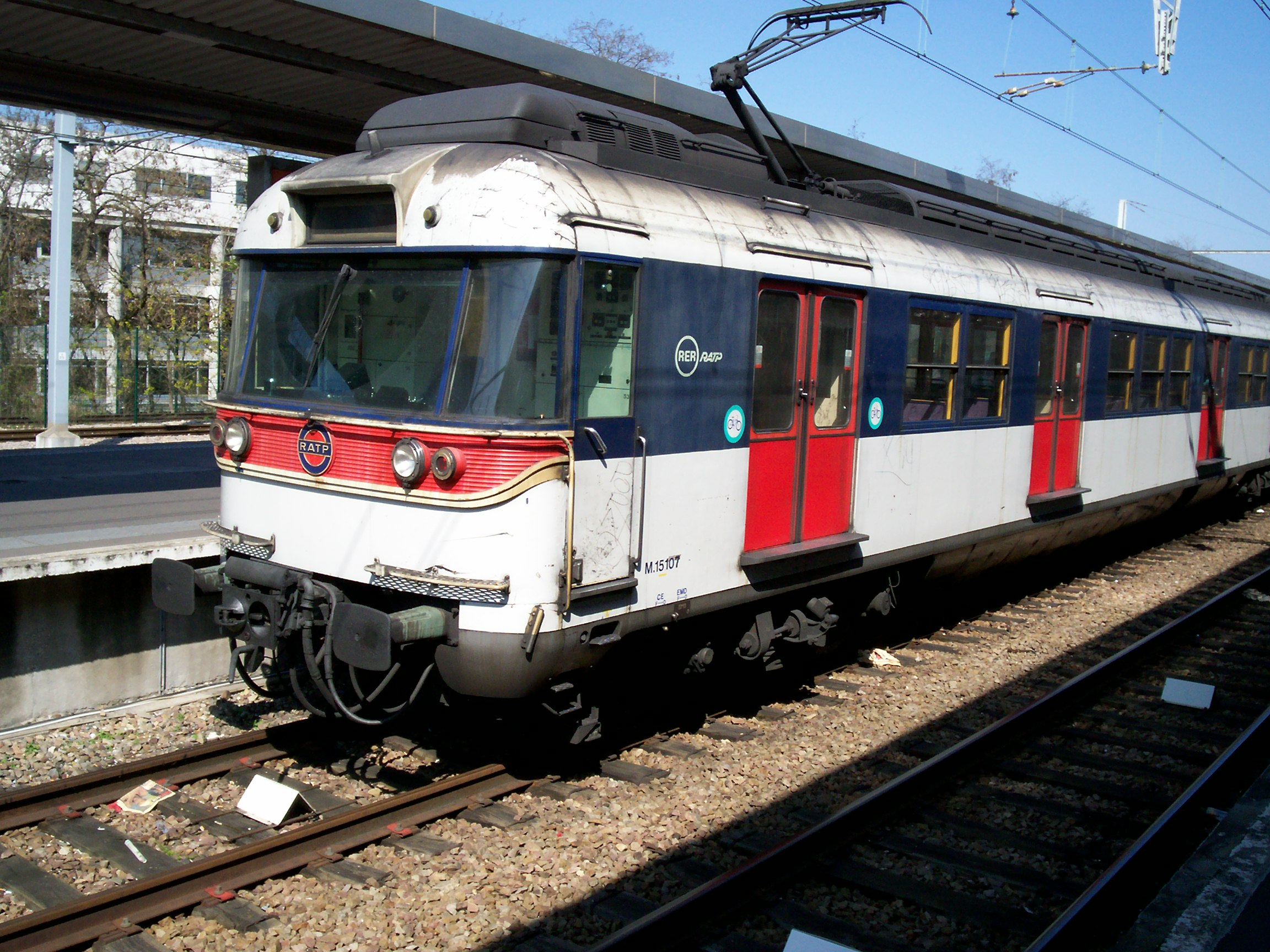
Un MS 61 de type A/B à Rueil-Malmaison.
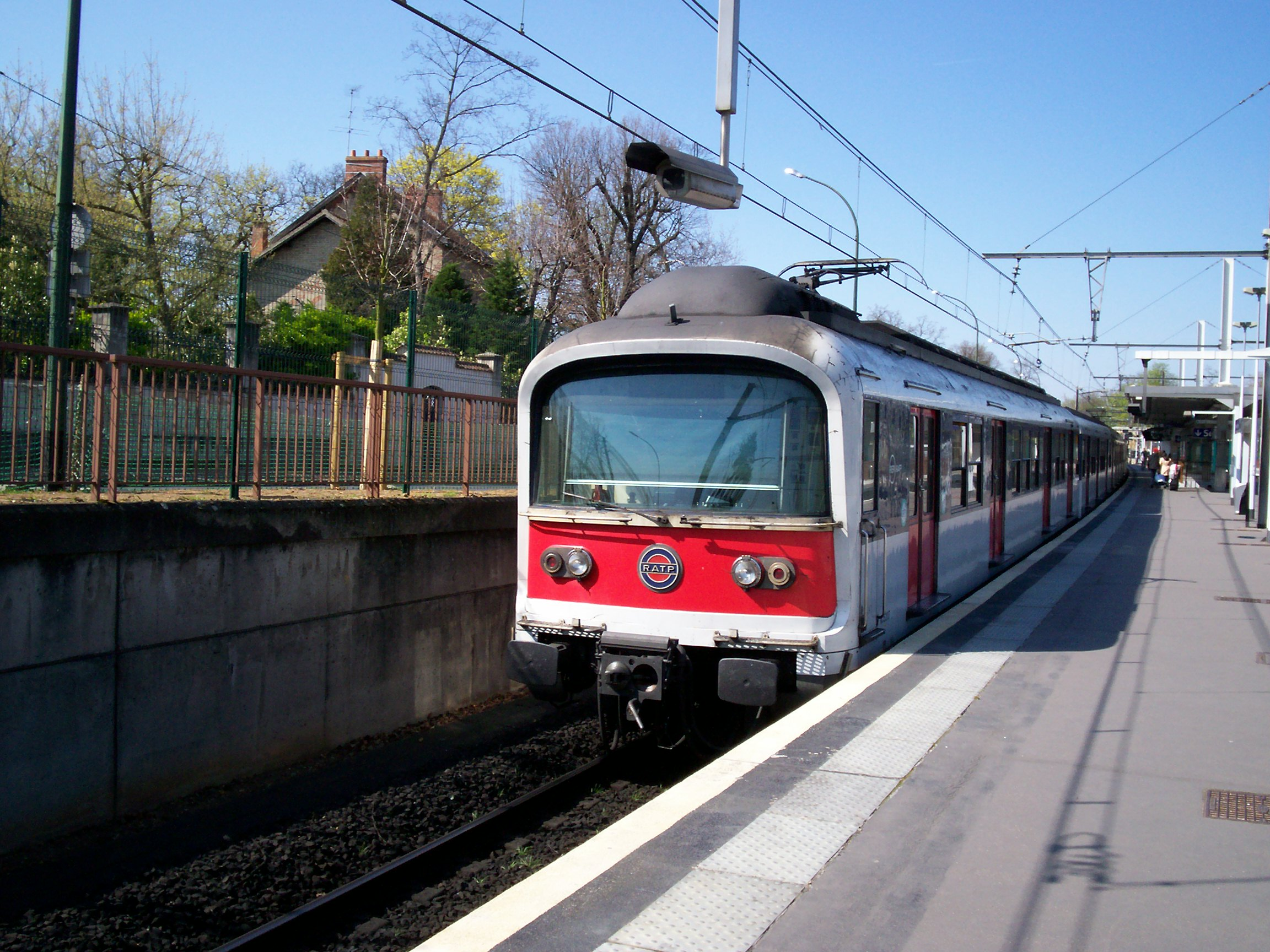
Un MS 61 de type C/D au Vésinet - Le Pecq.
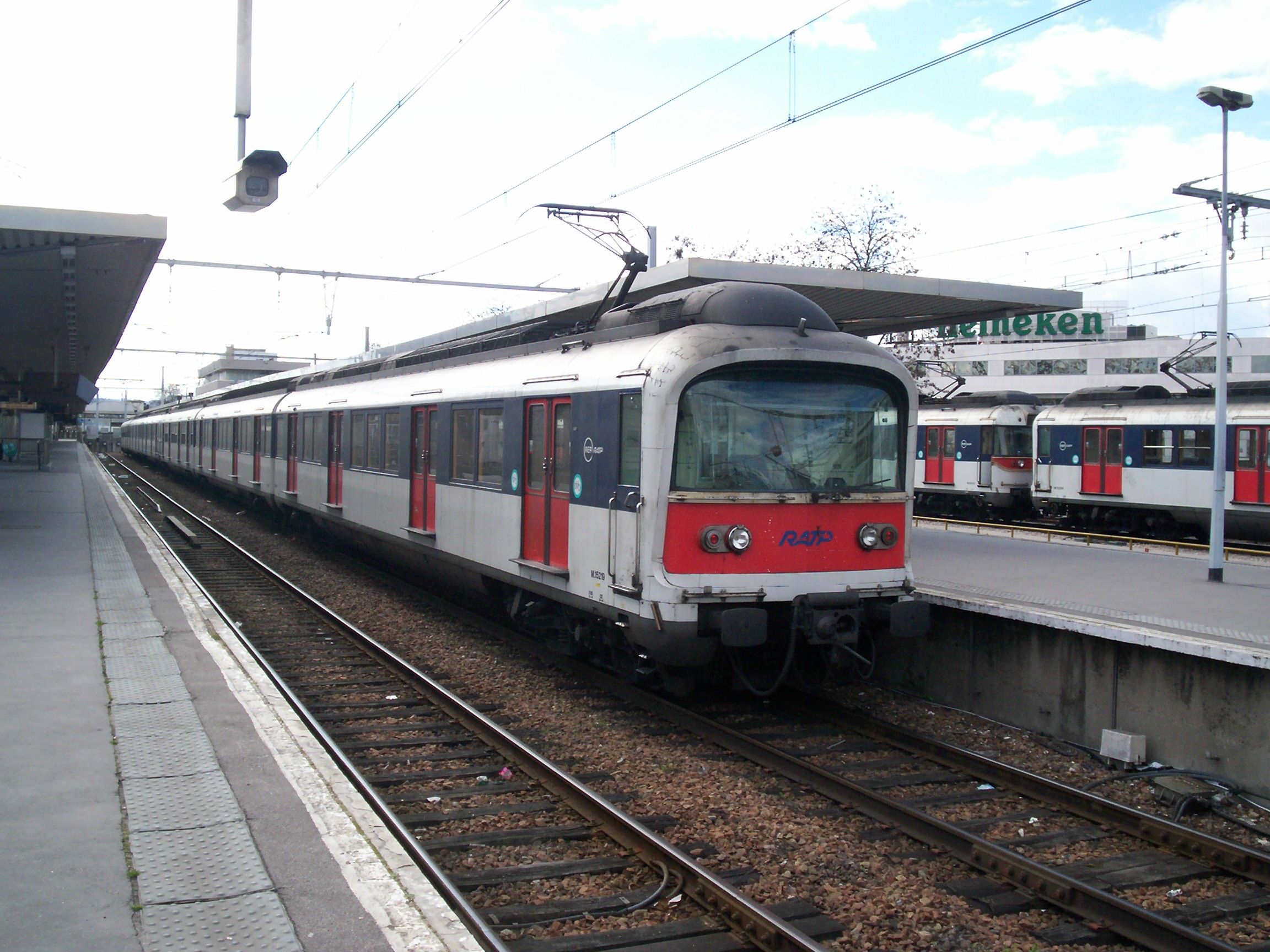
Un MS 61 de type E/Ex à Rueil-Malmaison.
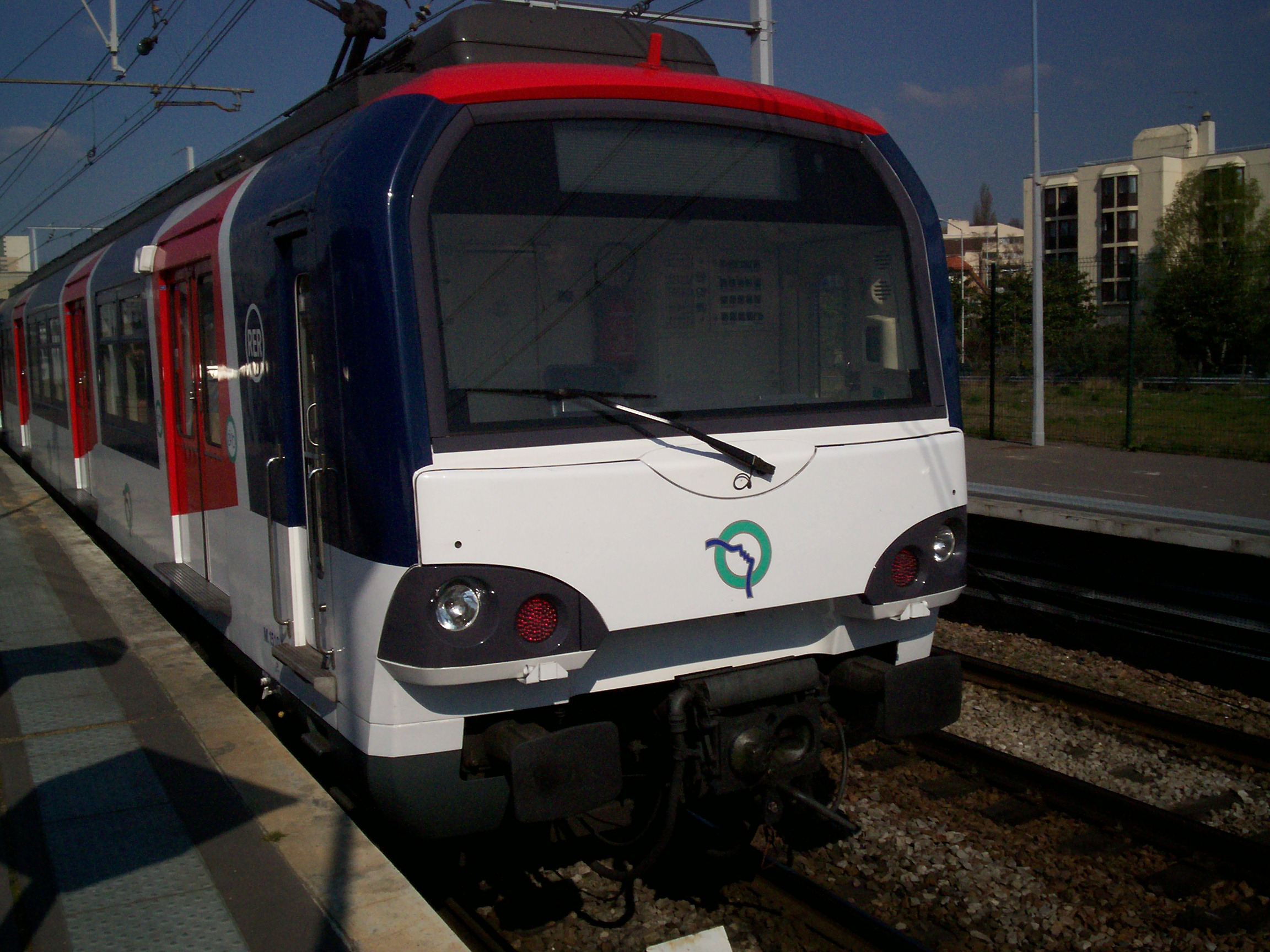
Un MS 61 rénové à Boissy-Saint-Léger.

### Aménagements intérieurs
Le compartiment voyageurs de chaque voiture était séparé en deux par une cloison.  En septembre 1999, la première classe est abandonnée sur tout le réseau. Lors de leur passage aux ateliers pour la rénovation, les cloisons sont retirées. Sur les motrices, il subsiste tout de même des résidus de cloisons correspondant à des passages de câbles.
En charge confort (4 voyageurs par mètre carré), un élément MS 61 (soit 3 caisses) a une capacité de :
- 200 personnes assises ;
- 429 personnes debout ;
- 92 sur strapontins.

À pleine charge, lorsque les strapontins ne sont pas utilisés, une UM2 de MS 61 peut offrir 1 258 places, une UM3 peut offrir 1 887 places.

## Rames particulières

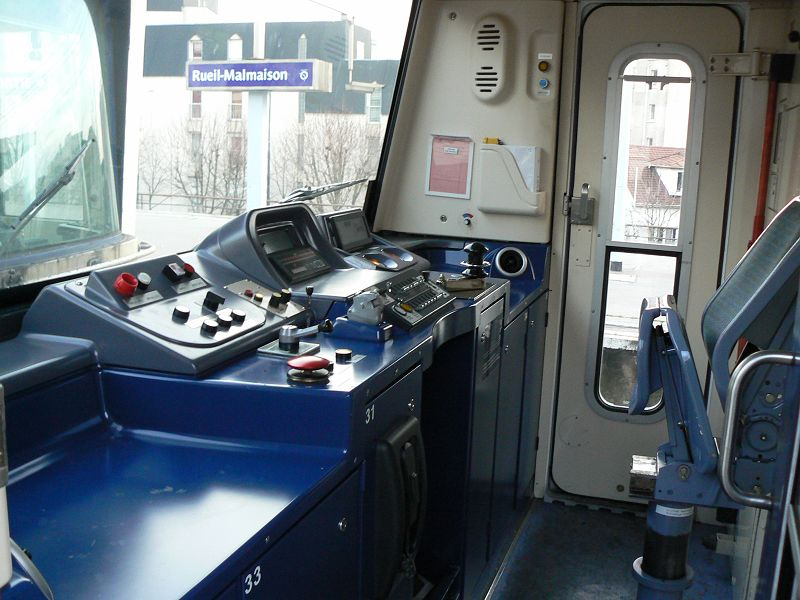
Une cabine de conduite de MS 61 rénové.

L'élément M 15017 AB 18019 M 15018 a été équipé de boggies particuliers qui n'ont pas eu de suite. 
Dans les années 1990, trois rames MS 61 de sous-série AB ont reçu une livrée spécifique dite « anti-graffiti ». Elle se caractérise par des lignes bleues avec des carrés rouges, par-dessus la peinture blanche, ayant pour but, comme son nom l'indique, d'éviter les graffiti. Ces rames sont numérotées M15067 - AB18048 - M15066, M15053 - AB18046- M15054, et l'élément M15002 - AB18001 - M15007. Toutes ces rames sont aujourd'hui rénovées, il n'est donc plus possible de les trouver en état d'origine.
La rame prototype de la seconde rénovation est la rame M15051 - AB18042 - M15094 (sous-série AB). Tout comme les rames rénovées, les cloisons ont été supprimées, les sièges sont de la même matière que ceux des rames rénovées, mais sont toujours bleus à petits carreaux rouges et verts, et les coques ont été changées mais sont toujours bleues. En revanche, le SISVE n'a pas été installé, l'aménagement intérieur n'a pas changé (hormis les sièges pour la voiture AB18042 et les cloisons pour les voitures AB18042 - M15094), et la livrée extérieure ainsi que le nez n'ont pas été modifiés.
L'élément M.15096 était le seul à avoir une face avant de la série C, au lieu d'une face avant des séries A/B, à la suite d'un accident qu'il a subi à Auber en 1980 ; il a été réparé en recevant une nouvelle face avant. Sa particularité a disparu depuis sa rénovation.
La rame de présérie de la seconde rénovation est numérotée 15127-18068-15109. La déclinaison de la livrée n'est pas la même (faces avant blanches au lieu de grises) mais elle a été depuis uniformisée comme le reste du parc. Elle a été pendant un temps utilisée en rame de formation pour les conducteurs, avant de rejoindre le service voyageurs.
La rame 024 (M.15050-AB.18024-M.15015) est préservée en version non rénovée et livrée bleue-blanc-rouge dite « Île-de-France », depuis 2010 par la RATP dans la réserve de Villeneuve-Saint-Georges.
Une motrice non rénovée, la M.15246, se trouve au centre de formation départemental des sapeurs-pompiers de Seine-et-Marne.